# Lista över ledamöter av Sveriges riksdags andra kammare 1925–1928
Ledamöter av Sveriges riksdags andra kammare mandatperioden 1925–1928.

## Stockholms stad
- Arvid Lindman, konteramiral, h
- Otto Järte, byråchef, h
- Erik Nylander, direktör, h
- Otto Holmdahl, lektor, h
- Arne Forssell, fil. dr, h
- Bertha Wellin, sjuksköterska, h
- Eliel Löfgren, advokat, l
- Hjalmar Branting, statsminister, s
- Herman Lindqvist, socialfullmäktig, s
- Per Albin Hansson, statsråd, s
- Oskar Hagman, byråassistent, s
- Edvard Johanson, sekreterare, s
- Agda Östlund, sömmerska, s
- Ernst Eriksson, förste kontorsbiträde, s, f. 1881
- Wiktor Holmström, ledamot av arbetsrådet, s
- Olof Carlsson, ledamot av försäkringsrådet, s
- Signe Vessman, s

## Stockholms län
- Birger Christenson, rådman, h
- Erik Bernström, kapten, h
- Harald Laurin, direktör, bf, f. 1875
- Gustav Mosesson, rektor, f
- Per Henning Sjöblom, lantbrukare, s
- Karl Johan Söderberg, ombudsman, s
- Martin Andersson i Igelboda, snickare, s
- Verner Karlsson i Vätö, stenhuggare, s
- Sven Johan Karlsson, snickare, s
  - Ersättare (från 1927): Christina Ekberg, s
- Einar Ahl, järnarbetare, s

## Uppsala län
- Georg Andrén, docent i statskunskap, h
- Carl Gustaf Olsson, lantbrukare, bf
- Eric Björnberg, lantbrukare, f
- Karl August Borg, snickare, s
- Oskar Sjölander, folkskollärare, s

## Södermanlands län
- Erik Laurén, fabriksförvaltare, h
- Gustaf Olsson i Ramsta, lantbrukare, f
- August Schill, lantbrukare, f
- Carl Johan Johansson i Uppmälby, hemmansägare, s
- Conrad Jonsson, chefredaktör Tidningen Folket, s
- Karl Teodor Andersson, redaktör Tidningen Folket, s
- Bror Lundkvist, ombudsman, s

## Östergötlands län
- David Pettersson, lantbrukare, h
- Theodor af Ekenstam, häradshövding, h
- Gustaf Adolf Björkman, borgmästare Norrköping, h
- Ivar Anderson, fil. dr, h
- Karl Allan Westman, lantbrukare, bf
- Sven Olsson i Labbemåla, lantbrukare, f
- Karl Ward, redaktör Folkbladet, s
- Erik Gustaf Johansson, lantbrukare, s
- Gottfrid Karlsson, lokomotivförare, s
- Frans Ericson, smed, s
- Carl Sjögren, tidningsman, s
- Gustav Anton Holmberg, mekaniker, s

## Jönköpings län
- Oscar Johanson, lantbrukare, h
- Ernst Göransson, kyrkovärd, h
- Fabian Lilliecreutz, friherre, bankman, h
- Lucas Petersson, ombudsman, bf
- Anton Svensson, lantbrukare, bf
- Felix Hamrin, direktör, f
- Oscar Carlström, lantbrukare, f
- Erik Fast, möbelsnickare, s
- Abel Andersson, lantbrukare, s

## Kronobergs län
- Otto Magnusson, hemmansägare, h
- Peter Magnus Olsson i Blädinge, hemmansägare, h
- Johan Gustaf Svensson i Betingetorp, hemmansägare, h
- Hjalmar Svensson, lantbrukare, bf
- Henning Leo, lokomotiveldare, s
- Herman Blomquist, lokomotivförare, s

## Kalmar län
- David Norman, lantbrukare, h (avled 1925)
  - ersatt av: Karl Wirsell, h (från 1925)
- Valerius Olsson, regementspastor, h
- Albert Johansson, hemmansägare, h
- Per Edvard Olsson, lantbrukare, bf
- Arthur Heiding, landstingsman, bf
- Emil Gustafson i Vimmerby, lantbrukare, f
- Karl Ernst Magnusson, parkföreståndare, s
- Ruben Wagnsson, folkskollärare, s
- Alfred Werner, lokomotivförare, s

## Gotlands län
- Gustaf Svedman, redaktör Gotlänningen, h
- Theodor Gardell, hemmansägare, bf
- Arvid Gardell, mag., bf

## Blekinge län
- John Jönsson, lantbrukare, h
- Björn Frithiofsson Holmgren, kommendör, h
- Ola Jeppsson, hemmansägare, f
- Algot Törnkvist, redaktör, s
- Nils Adler, direktör, s
- Oskar Kloo, kassör, s

## Kristianstads län
- Per Nilsson i Bonarp, hemmansägare, h
- Swen Persson i Fritorp, lantbrukare, h
- Nestor Hammarlund, lantbrukare, bf
- Raoul Hamilton, greve, f
- Sven Bengtsson i Norup, lantbrukare, f
- Lars Borggren, bageriföreståndare, s
- Lars Anton Björklund, reparatör, s
- Nils Björk, banvakt, s
- Ola Isacsson, kvarnarbetare, s

## Fyrstadskretsen[1]
- Nils Winkler, köpman, h
- Claes Lindskog, professor, h
- Jacob Beskow, direktör, h
- Arthur Engberg, redaktör Social-Demokraten, s
- Martin Jensen, järnvägstjänsteman, s
- Värner Rydén, folkskollärare, s
- Karl Bergström, chefredaktör Skånska Socialdemokraten, s
- Carl Lovén, konduktör, s

## Malmöhus län
- Nils Månsson i Erlandsro, lantbrukare, h
- Jonny Fjellman, ryttmästare, h
- Olof Olsson, lantbrukare, bf
- Janne Nilsson, lantbrukare, bf
- Johan Jönsson i Revinge, lantbrukare, l
- F.V. Thorsson, statsråd, s
- Olof Nilsson, lantbrukare, s
- Per Edvin Sköld, statssekreterare, s
- Nils Törnkvist, gruvarbetare, s
- Olof Andersson i Höör, skomakare, s
- Anders Paulsen, lantbrukare, s

## Hallands län
- Anders Henrikson, lantbrukare, h
- Erik Uddenberg, prakt. läkare, h
- Carl Larson, lantbrukare, h
- Nils Johansson, häradsdomare, bf
- Axel Lindqvist, glasslipare, s
- Anders Andersson, snickare, s

## Göteborgs stad
- Edvard Lithander, direktör, h
- Helge Almquist, professor i historia, h
- Per Pehrsson, kyrkoherde, h
- Erik Röing, grosshandlare, l
- Emil Kristensson, folkskollärare, s
- Algot Sjöström, bageriarbetare, s
- Julius Hedvall, stationskarl, s
- Carl Wilhelm Oskar Höglund, stationsförman, s
- Nelly Thüring, fotograf, s

## Göteborgs och Bohus län
- Oscar Nathanael Olsson (senare Broberg), lantbrukare, h
- Cornelius Olsson, lantbrukare, h
- Adolf Wallerius, kyrkoherde, h
- Herman Andersson, lantbrukare, bf
- Oscar Osberg, lantbrukare, l
- Carl Vilhelm Carlsson, stenhuggare, s
- Carl Brännberg, kamrer, s
- Wiktor Mårtensson, tändsticksarbetare, s

## Älvsborgs läns norra
- Arthur Wilhelm Gustafsson, lantbrukare, h
- Thore Alströmer, friherre, h
- Anders Lindgren, lantbrukare, bf
- August Danielsson, lantbrukare, bf
- Anders Hansson i Trollhättan, handlande, s
- Harald Hallén, komminister, s
- Carl Petrus Olsson, banvakt, s

## Älvsborgs läns södra
- Birger Petersson, redaktör, h
- Gustaf Gustafsson i Älvsered, disponent, h
- Otto Johansson, lantbrukare, h
- Karl Arthur Ryberg, lantbrukare, bf
- Josef Weijne, folkskollärare, s

## Skaraborgs län
- Karl Magnusson, trädgårdsmästare, h
- Emil Bengtsson, lantbrukare, h
- Carl Arvid Anderson, lantbrukare, h
- John Hedin, direktör, h
- Gustav Albert Johansson, lantbrukare, bf
- August Lundén, lantbrukare, f
- Carl Bodén, möbelhandlare, f
- Helge Bäcklund, konduktör, s
- Carl Otto Vahlstedt, småbrukare, s

## Värmlands län
- Carl Ros, godsägare, h
- Gustaf Eriksson, godsägare, bf
- Carl Jansson i Edsbäcken, hemmansägare, f
- Carl Björling, landstingsman, f
- Lars Johan Carlsson-Frosterud, parkföreståndare, s
- Anders Norsell, kassör, s
- Herman Norling, snickare, s
- Emil Andersson, hemmansägare, s
- Hans Morfeldt, glasblåsare, s
- August Spångberg, järnvägstjänsteman, k

## Örebro län
- Gunnar Persson (senare Falla), lantbrukare, h
- Petrus Ödström, godsägare, f
- Ernst Lundgren, lantbrukare, f
- Elof Ljunggren, redaktör Nerikes Tidning, f
- Anders Andersson, banvakt, s
- Edvard Uddenberg, mejeriföreståndare, s
- Olof Nilsson i Örebro, modellsnickare, s
- Viktor Öhman, posttjänsteman, s
- Bertil Mogård, komminister, s

## Västmanlands län
- Ludvig Lorichs, bruksägare, h
- Gustaf Olsson i Broddbo, handlande, f
- Viktor Larsson, statsråd, s
- Emil Olovson, redaktör, s
- August Wilhelm Pettersson, filare, s
- Anton Eklund, stationskarl, s

## Kopparbergs län
- August Ernfors (tidigare Eriksson), lantbrukare, h
- Jones Erik Andersson, hemmansägare, bf
- Gustaf Andersson, hemmansägare, f
- Eskils Hans Hansson, hemmansägare, f
- Bernhard Eriksson, pensionsfullmäktige, s
- Robert Jansson, möbelsnickare, s
- Fredrik Aarnseth, hemmansägare, s (avled 16 april 1925)
  - ersatt av: Herman Smedh, lantbrukare, s (12 maj 1925–1928)
- Gustaf Pettersson (senare Hellbacken), kommunalnämndsordförande Ludvika, s
- Ivar Englund, redaktör Dala-Demokraten, s
- Fredrik Sundström, järnbruksarbetare, s

## Gävleborgs län
- Nils Holmström, kapten, h
- Johan Johansson i Kälkebo, hemmansägare, bf
- Lars Olsson i Vallsta, lantbrukare, f eller l
- Olof Johansson i Edsbyn, byggmästare, f
- August Sävström, ombudsman, s
- Adolv Olsson, redaktör Hälsinglands Folkblad, s
- Per Granath, postiljon, s
- Fabian Månsson, f.d. järnvägsarbetare, s
- Ernst Lindley, kamrer, s
- Carl Johan Högström, slipare, s
- Viktor Herou, jordbrukare, k

## Västernorrlands län
- Per Rudén, hemmansägare, h
- Carl Jonas Öberg, hemmansägare, h
- Gerhard Strindlund, hemmansägare, bf
- Petrus Bergström, hemmansägare, f
- Carl Alfred Svensson, arbetare, s
- Ivar Vennerström, redaktör Nya Norrland, s
- Mauritz Västberg, redaktör Nya Samhället, s
- Carl Oscar Johansson, kamrer, s
- Helmer Lagerkvist, järnvägsman, s
- Helmer Molander, arbetare, k

## Jämtlands län
- Samuel Hedlund, agronom, h
- Per Persson i Trången, hemmansägare, bf
- Johan Olofsson i Digernäs, hemmansägare, f
- Verner Hedlund, fattigvårdskonsulent, s
- Nils Olsson i Rödningsberg, hemmansägare, s

## Västerbottens län
- Adolf Wiklund, lantbrukare, h
- Ludwig Brännström, lantbrukare, h
- Ewald Lindmark, hemmansägare, h
- Werner Bäckström, folkskollärare, f
- Evert Sandberg, hemmansägare, f
- Anton Wikström, redaktör Norra Västerbotten, f
- Elof Lindberg, redaktör Västerbottens Folkblad, s

## Norrbottens län
- Nils Erik Nilsson i Antnäs, hemmansägare, h
- Jöran Grapenson, komminister, h
- Helmer Hedström, landstingsman, h
- Ernst Hage, förste järnvägsbokhållare, s
- Oscar Lövgren, arbetare, s
- Jonas Dahlén, gruvarbetare, k
- Robert Samuelsson, lokomotivförare, k